# Poláškova vila
Vlastní vila architekta Josefa Poláška byla postavena ve funkcionalistickém stylu v letech 1932–1933. Nachází se v brněnském katastrálním území Stránice č. p. 47 (Masarykova čtvrť), v Barvičově ulici č. o. 56.

## Historie a popis
Vlastní vilu si Josef Polášek postavil v době, kdy se začal úspěšně prosazovat jako funkcionalistický architekt. Budova je kombinací rodinného a nájemního domu, neboť obsahuje kromě malého bytu domovníka a velkého bytu architektovy rodiny s ateliérem také byt určený k pronájmu. Vila, za níž se rozkládá zahrada, se nachází uprostřed řadového trojbloku domů. Samotnou realizaci provedla v letech 1932 a 1933 stavební firma Albína Hofírka z Brna.
Uliční průčelí se zvýrazněno arkýřem se zimní zahradou ve druhém patře a přízemní hlubokou vstupní nikou obloženou travertinem. Směrem do zahrady předstupuje po celé výšce budovy částečně obytný rizalit, jehož hlavním prvkem je schodiště spojující všechna patra domu. Ze strany zahrady je stěna z části tvořena luxfery a nad nimi ventilačními křídly, kterými je osvětlen prostor schodiště. V přízemí vily se za malým zádveřím nachází centrální hala se schody. Vlevo se vstupuje do provozního zázemí domu s prádelnou, sklepem, skladištěm a garáží, dveře vpravo vedou jednopokojového bytu domovníka s kuchyní, koupelnou a WC. V prvním patře domu se nachází třípokojový nájemní byt. Vlastní byt architektovy rodiny se nalézá ve druhém patře. Ze schodiště se vstupuje do předsíně ve středu domu. Odtud je přístupná kuchyně s malým pokojíkem služky, rozlehlý obývací pokoj (z něj je přístupný arkýř se zimní zahradou) spojený s jídelním koutem, ložnice, koupelna s WC a v zahradním rizalitu vedle schodiště dětský pokoj. Třetí patro vily obsahuje architektův ateliér a sluneční terasu obrácenou směrem do ulice. Dům byl vybaven volným i vestavěným nábytkem s funkcionalistickou čistotou geometrických linií, který byl vyroben na míru. Některé části vybavení (křesla, židle a stolky) navrhl architekt Jindřich Halabala.
Ve 30. letech 20. století byl dům místem setkávání přátel architekta Poláška. Jednalo se například o malíře Jaroslava Krále nebo básníka Ivana Jelínka. Po Poláškově smrti v roce 1946 zůstal dům v majetku rodiny. Po emigraci architektových synů v roce 1969 byla vila částečně zkonfiskována, definitivně připadla státu v roce 1980, kdy byla vystěhována do zahraničí i vdova po Josefovi Anka Polášková. Po tomto činu bylo následně zničeno interiérové vybavení. Umělcovi potomci se v roce 1992 přihlásili k restitučnímu řízení, které bylo dokončeno v roce 2005, takže dům je nyní v majetku Poláškovy rodiny. V současnosti ve vile funguje honorární konzulát Ukrajiny.